# Virginia Wings
I Virginia Wings sono stati una squadra di hockey su ghiaccio dell'American Hockey League con sede nella città di Norfolk, nello stato della Virginia. Nati nel 1971 con il nome di Tidewater Wings nel corso degli anni sono stati affiliati alla franchigia NHL dei Detroit Red Wings.

## Storia
Nel 1971 nacque una nuova franchigia dell'American Hockey League affiliata ai Detroit Red Wings con il nome di Tidewater Wings, in riferimento alla regione della Virginia nota anche come Hampton Roads. Per le tre stagioni successive fu invece nota con il nome di Virginia Wings. I loro rivali statali in AHL erano i Richmond Robins.
I Wings vinsero nella stagione 1974-75 un John D. Chick Trophy in quanto campioni divisionali. Dopo la chiusura dei Wings lo stato della Virginia fu rappresentato per la stagione 1977-78 dagli Hampton Gulls, mentre i Detroit Red Wings nel 1979 si accordarono con una nuova squadra affiliata nello stato di New York, gli Adirondack Red Wings.

### Affiliazioni
Nel corso della loro storia i Virginia Wings sono stati affiliati alle seguenti franchigie della National Hockey League:
- Detroit Red Wings: (1971-1975)

## Record stagione per stagione
| Stagione        | Division | Gare | V  | S  | P  | Punti | GF  | GS  | Piazzamento | Play-off                                                       |
| --------------- | -------- | ---- | -- | -- | -- | ----- | --- | --- | ----------- | -------------------------------------------------------------- |
| Tidewater Wings |          |      |    |    |    |       |     |     |             |                                                                |
| 1971-72         | West     | 76   | 22 | 45 | 9  | 53    | 197 | 275 | 6°          |                                                                |
| Virginia Wings  |          |      |    |    |    |       |     |     |             |                                                                |
| 1972-73         | West     | 76   | 38 | 22 | 16 | 92    | 258 | 221 | 3°          | vince 1º turno (Hershey) 4-3 perde semifinali (Cincinnati) 2-4 |
| 1973-74         | South    | 76   | 22 | 44 | 10 | 54    | 216 | 307 | 6°          |                                                                |
| 1974-75         | South    | 75   | 31 | 31 | 13 | 75    | 254 | 250 | 1°          | vince 1º turno (New Haven) 1-4                                 |

## Record della franchigia

### Carriera
Gol: 45  Art Stratton
Assist: 130  Rick McCann
Punti: 174  Rick McCann
Minuti di penalità: 216  Jim Niekamp
Partite giocate: 211  Lee Carpenter

## Palmarès

### Premi di squadra
- John D. Chick Trophy: 1

1974-1975